# Pałac w Nielestnie
Pałac w Nielestnie – wybudowany w XVII w. w Nielestnie

## Położenie
Pałac położony jest w Nielestnie – wsi w Polsce, w województwie dolnośląskim, w powiecie lwóweckim, w gminie Wleń, na pograniczu Pogórza Izerskiego i Gór Kaczawskich w Sudetach.

## Historia
Wybudowany w XVII wieku (data ukończenia budowy 1603 r.). W 1646 r. splądrowany. W latach 1897–1880 przebudowany w stylu neorenesansowym. Po 1945 r. zdewastowany, później adaptowany na cele ośrodka kolonijnego, potem Domu Opieki Społecznej.